# Un détective très privé
Pour plus de détails, voir Fiche technique et Distribution.
Un détective très privé (Who Done It?) est un film britannique réalisé par Basil Dearden, sorti en 1956.

## Synopsis
Un détective amateur et sa petite amie tentent de capturer un gang de saboteurs, au grand dam de la police.

## Fiche technique
- Titre original : Who Done It?
- Titre français : Un détective très privé
- Réalisation : Basil Dearden
- Scénario : T. E. B. Clarke
- Direction artistique : Jim Morahan
- Costumes : Anthony Mendleson
- Photographie : Otto Heller
- Son : Leo Wilkins
- Montage : Peter Tanner
- Musique : Philip Green
- Production : Michael Relph
- Production délégué : Michael Balcon
- Coproduction : Basil Dearden
- Société de production : The Rank Organisation, Ealing Studios, Michael Balcon Productions
- Société de distribution : J. Arthur Rank Film Distributors
- Pays d'origine :  Royaume-Uni
- Langue originale : anglais
- Format : Noir et blanc  — 35 mm — 1,37:1 — son mono
- Genre : Comédie
- Durée : 85 minutes
- Dates de sortie : 
  - Royaume-Uni : 20 mars 1956
  - France : 1er juin 1956

## Distribution
- Benny Hill : Hugo Dill
- Belinda Lee : Frankie Mayne
- David Kossoff : Zacco
- Garry Marsh : Inspecteur Hancock
- George Margo : Barakov
- Ernest Thesiger : Sir Walter Finch
- Denis Shaw : Otto Stumpf
- Frederick Schiller : Gruber
- Irene Handl : une cliente